# 石崎剛
石崎 剛（いしざき つよし、1990年9月9日 - ）は、茨城県古河市出身の元プロ野球選手（投手）。

## 経歴

### プロ入り前
古河市立諸川小学校時代に野球を始める。同市立三和北中学校では軟式野球部に所属。
茨城県立三和高校への進学後は、2年生の夏から3年生の春まで部員9人・指導者2人という環境下ながら、オーバースローから最速145km/hの速球を投げることで注目された。しかし、甲子園球場での全国大会とは無縁で、卒業後に社会人野球の住友金属鹿島へ入社した。
住友金属鹿島への入社後に腰痛を発症したことから、腰への負担が少ない投球フォームを模索。その結果、従来のオーバースローから右腕の位置を下げたスリークォーターへ転向した。さらに、ストレートの最高球速が151km/hにまで向上し、チーム名が「新日鐵住金鹿島」に変わった入社4年目にはエース格へ台頭した。第85回都市対抗野球大会では、チームは本選への出場を逸したが、富士重工業の補強選手として出場。3試合の登板で無失点を記録するなど、日立製作所から補強された猿川拓朗と共に、富士重工業の準優勝に大きく貢献した。 
2014年のNPBドラフト会議で、阪神タイガースから2巡目で指名。契約金7,000万円、年俸1,200万円（金額は推定）という条件で、1巡目指名を受けた新日鐵住金鹿島でのチームメイト・横山雄哉と揃って入団した。背番号は30。同一年度のドラフト会議において同一チームに所属する2人の選手を1位と2位で指名したことは球団史上初めての出来事であり、同一チームに所属する2人の投手を同一球団が1位と2位で指名した事例は、NPBのドラフト会議史上初めてであった。

### 阪神時代
2015年には、沖縄春季キャンプへ参加し、一軍へ帯同。オープン戦の中盤までは先発要員として調整していたが、勝ちパターンでの登板を視野に、救援要員として開幕一軍登録を果たした。3月29日には、中日ドラゴンズとの開幕カード第3戦（京セラドーム大阪）で、5番手投手として公式戦にデビュー。安藤優也が右肩の違和感で戦線を離れていた4月4日の対読売ジャイアンツ戦（東京ドーム）では、安藤の代役としての起用を想定した首脳陣の判断で、1点ビハインドの6回裏1死満塁から登板した。しかし、2つの押し出し四球と2点適時打で失点を重ね、チームは巨人戦通算1,000敗を喫した。4月20日に出場選手登録を抹消されてからは、先発投手としての二軍調整を経て、5月26日に救援要員として一軍に復帰した。5月30日の対埼玉西武ライオンズ戦（西武プリンスドーム）では3回裏の途中から登板したが、中村剛也に満塁本塁打を浴び、5月31日に再び登録を抹消された。以降は、2度にわたって一軍と二軍を往復し、一軍公式戦では通算8試合に登板し、防御率7.15で1ホールドを記録した。また、ウエスタン・リーグ公式戦では29試合に登板。10セーブを挙げてリーグ最多セーブ賞を獲得した。シーズン終了後の契約交渉では、推定年俸1,180万円（20万円減）で契約を更改した。
2016年には、春季キャンプから二軍生活が続いた後に、5月4日の対中日戦（ナゴヤドーム）9回裏にシーズン初の一軍公式戦登板。5月18日の同カード（甲子園球場）で、2点リードの6回表1死1・2塁から無失点で凌ぎ、ヒーローインタビューを受けた。この試合から5月20日の対広島東洋カープ戦（甲子園）まで3試合連続の救援登板で無失点を続けたが、「野球生活では初めて」という右肘痛（インピンジメント症候群）を発症したため、5月21日に出場選手登録を抹消された。一軍公式戦への登板は10試合にとどまったが、3ホールド、防御率1.68を記録した。シーズン終了後の12月には、台湾で開かれたウィンターリーグに、NPBウエスタン・リーグ選抜の投手として参加。登板した12試合をすべて無失点で凌いだ。
2017年には、レギュラーシーズンの前半戦を二軍で過ごした後に、8月9日に一軍へ昇格。シーズン初の一軍マウンドであった8月11日の対横浜DeNAベイスターズ戦（横浜スタジアム）から9月5日の対広島戦（MAZDA Zoom-Zoom スタジアム広島）まで、12登板試合続けて無失点で凌ぐなど、ビハインドの局面からのロングリリーフを中心に救援で好投を続けた。一軍のレギュラーシーズン最終戦だった10月10日の対中日ドラゴンズ戦（甲子園）で、一軍公式戦での初勝利を記録。レギュラーシーズン全体では、26試合の登板で、1勝1敗4ホールドで、防御率は1.17だった。チームのレギュラーシーズン2位で迎えたDeNAとのクライマックス・シリーズ　ファーストステージでは、3試合中2試合に登板した。日本シリーズの終了後には、第1回アジア プロ野球チャンピオンシップに出場する日本代表へ阪神の選手から唯一参加。監督の稲葉篤紀からの高評価を背景に、又吉克樹・山﨑康晃と並んで「勝利の方程式」を担った。大会では2試合に登板。通算投球イニングは2回2/3で、1被安打無失点2奪三振という好成績でチームの優勝に貢献した。大会終了後の契約交渉では、推定年俸1,800万円（前年から500万円増）という条件で契約を更改した。
2018年には、一軍の春季沖縄キャンプへの参加を経て、開幕前の3月上旬に日本国内で開催されたENEOS 侍ジャパンシリーズ2018（日本代表対オーストラリア代表）に日本代表の一員として登板した。レギュラーシーズンでも、一軍公式戦の開幕から勝ちパターンでの救援登板を続けていたが、5月16日に出場選手登録を抹消。6月15日に右肘のクリーニング手術を受けてからはリハビリに専念した。一軍公式戦には抹消前まで12試合に登板し、1ホールドと防御率4.20を記録した。シーズン終了後に推定年俸1,440万円（前年から360万円減）という条件で契約を更改した。
2019年には、5月中旬から一軍公式戦2試合に登板したが、防御率6.75を記録しただけにとどまった。

### ロッテ時代
2019年7月4日に、高野圭佑との交換トレードで千葉ロッテマリーンズへ移籍することが発表。高野が付けていた背番号58を引き継いだ。しかし、一軍公式戦では阪神時代と同じく、2試合の救援登板で終わった。シーズン終了後の11月27日に、推定年俸1,340万円（阪神時代の前年から100万円減）という条件で契約を更改。11月27日、背番号を阪神時代の30に戻すことを発表した。
2020年には、レギュラーシーズン開幕1ヶ月後の7月24日から、一軍公式戦11試合に救援で登板。8月1日に出場選手登録をいったん抹消されてからは、阪神での入団1年目以来5年振りに、二軍（イースタン・リーグ）の公式戦へ先発で登板していた。一軍の公式戦でも、9月19日の対北海道日本ハムファイターズ戦（札幌ドーム）で、プロ入り後初めて先発で登板。安打を一切許さなかったにもかかわらず5四球を出したため、失点を1点にとどめていながら、投球数が82球に達した3回裏限りで交代を命じられた。さらに、チームが1 - 3というスコアで敗れたことによって、石崎に黒星が付いた。
2021年には、二軍で26試合に登板し、3勝0敗、防御率1.19と一定の成績を収めたが、この年はプロ入り後初の一軍登板なしに終わり、11月2日に戦力外通告を受けた。12月8日の12球団合同トライアウトに参加し、3打席を無安打に抑えた。

### ロッテ退団後
2023年8月から東葛飾ボーイズで投手コーチを務めている。

## 選手としての特徴
サイドスロー気味のスリークォーター、もしくはスリークォーター気味のサイドスローから投げ込む最速155km/hの速球を武器とし、投球の大半を速球が占めるのが特徴。力強い球質のストレートは、呉昇桓の代名詞であった「石直球」になぞらえられた。スライダーやチェンジアップといった変化球も投げる一方で、制球力が課題。
右利きであるが、左腕でボールを50メートル正確に投げたり、左手で字を書いたりできる。高校時代には、右投げで偏った肉体のバランスを戻す目的で、左投げによるキャッチボールを調整に取り入れていた。社会人時代には取り組んでいなかったが、阪神での1年目に連投で肉体に負担がかかったことから、2年目（2016年）の自主トレーニングからこの調整法を復活させている。

## 人物
憧れの投手は藤川球児で、藤川の代名詞である「火の玉ストレート」を研究。チームメイトであった阪神時代から、オフシーズンには藤川主宰の合同自主トレーニングへ参加している。
阪神への入団後、3歳年下の一般女性と交際。2017年1月12日には、前年の12月末に婚姻届を提出したことを球団を通じて発表した。

## 詳細情報

### 年度別投手成績
| 年 度     | 球 団     | 登 板 | 先 発 | 完 投 | 完 封 | 無 四 球 | 勝 利 | 敗 戦 | セ 丨 ブ | ホ 丨 ル ド | 勝 率 | 打 者 | 投 球 回 | 被 安 打 | 被 本 塁 打 | 与 四 球 | 敬 遠 | 与 死 球 | 奪 三 振 | 暴 投 | ボ 丨 ク | 失 点 | 自 責 点 | 防 御 率 | W H I P |
| --------- | --------- | ----- | ----- | ----- | ----- | -------- | ----- | ----- | -------- | ----------- | ----- | ----- | -------- | -------- | ----------- | -------- | ----- | -------- | -------- | ----- | -------- | ----- | -------- | -------- | ------- |
| 2015      | 阪神      | 8     | 0     | 0     | 0     | 0        | 0     | 0     | 0        | 1           | ----  | 54    | 11.1     | 12       | 1           | 8        | 0     | 1        | 11       | 0     | 0        | 9     | 9        | 7.15     | 1.76    |
| 2016      | 阪神      | 10    | 0     | 0     | 0     | 0        | 0     | 0     | 0        | 3           | ----  | 42    | 10.2     | 6        | 0           | 7        | 0     | 0        | 6        | 0     | 0        | 2     | 2        | 1.68     | 1.22    |
| 2017      | 阪神      | 26    | 0     | 0     | 0     | 0        | 1     | 1     | 0        | 4           | .500  | 123   | 30.2     | 16       | 1           | 15       | 0     | 2        | 32       | 1     | 0        | 4     | 4        | 1.17     | 1.01    |
| 2018      | 阪神      | 12    | 0     | 0     | 0     | 0        | 0     | 0     | 0        | 1           | ----  | 65    | 15.0     | 10       | 2           | 10       | 0     | 1        | 23       | 0     | 0        | 7     | 7        | 4.20     | 1.33    |
| 2019      | 阪神      | 2     | 0     | 0     | 0     | 0        | 0     | 0     | 0        | 0           | ----  | 6     | 1.1      | 2        | 0           | 1        | 0     | 0        | 0        | 0     | 0        | 1     | 1        | 6.75     | 2.25    |
| 2019      | ロッテ    | 2     | 0     | 0     | 0     | 0        | 0     | 0     | 0        | 0           | ----  | 10    | 2.0      | 4        | 0           | 1        | 0     | 0        | 0        | 1     | 0        | 2     | 2        | 9.00     | 2.50    |
| '19計     | ロッテ    | 4     | 0     | 0     | 0     | 0        | 0     | 0     | 0        | 0           | ----  | 16    | 3.1      | 6        | 0           | 2        | 0     | 0        | 0        | 1     | 0        | 3     | 3        | 8.10     | 2.40    |
| 2020      | ロッテ    | 12    | 1     | 0     | 0     | 0        | 0     | 1     | 0        | 2           | .000  | 69    | 14.0     | 12       | 2           | 15       | 0     | 0        | 19       | 1     | 0        | 14    | 14       | 9.00     | 1.93    |
| 通算：6年 | 通算：6年 | 72    | 1     | 0     | 0     | 0        | 1     | 2     | 0        | 11          | .333  | 369   | 85.0     | 62       | 6           | 57       | 0     | 4        | 91       | 3     | 0        | 39    | 39       | 4.13     | 1.40    |

- 2021年度シーズン終了時

### 年度別守備成績
| 年 度 | 球 団  | 投手  | 投手  | 投手  | 投手  | 投手  | 投手     |
| 年 度 | 球 団  | 試 合 | 刺 殺 | 補 殺 | 失 策 | 併 殺 | 守 備 率 |
| ----- | ------ | ----- | ----- | ----- | ----- | ----- | -------- |
| 2015  | 阪神   | 8     | 0     | 3     | 0     | 0     | 1.000    |
| 2016  | 阪神   | 10    | 0     | 2     | 0     | 0     | 1.000    |
| 2017  | 阪神   | 26    | 1     | 4     | 0     | 1     | 1.000    |
| 2018  | 阪神   | 12    | 0     | 1     | 1     | 0     | .500     |
| 2019  | 阪神   | 2     | 0     | 0     | 0     | 0     | ----     |
| 2019  | ロッテ | 2     | 0     | 0     | 0     | 0     | ----     |
| '19計 | ロッテ | 4     | 0     | 0     | 0     | 0     | ----     |
| 2020  | ロッテ | 12    | 0     | 2     | 2     | 0     | .500     |
| 通算  | 通算   | 72    | 1     | 12    | 3     | 1     | .813     |

- 2021年度シーズン終了時

### 記録
初記録
- 初登板・初ホールド：2015年3月29日、対中日ドラゴンズ3回戦（京セラドーム大阪）、8回表に5番手で救援登板、1回無失点
- 初奪三振：2015年4月4日、対読売ジャイアンツ2回戦（東京ドーム）、6回裏に片岡治大から空振り三振
- 初勝利：2017年10月10日、対中日ドラゴンズ25回戦（阪神甲子園球場）、5回表に2番手で救援登板、1回無失点
- 初先発登板：2020年9月19日、対北海道日本ハムファイターズ17回戦（札幌ドーム）、3回1失点で敗戦投手

### 背番号
- 30（2015年 - 2019年7月4日、2020年 - 2021年）
- 58（2019年7月5日 - 同年終了）

### 登場曲
- 「Spring Love 2013」Stevie B feat. Pitbull（2015年）
- 「Once In A Lifetime」Flo Rida （2016年）
- 「絶絶」Swimy（2017年）
- 「しゅるる」Swimy（2018年 - ）

### 代表歴
- 2017 アジア プロ野球チャンピオンシップ 日本代表
- ENEOS 侍ジャパンシリーズ2018